# 鉄道総合技術研究所
公益財団法人鉄道総合技術研究所（てつどうそうごうぎじゅつけんきゅうしょ、英: Railway Technical Research Institute）は、鉄道技術の研究・開発を行う日本の公益財団法人。通称は鉄道総研（てつどうそうけん）。鉄総技研（てつそうぎけん）またはJR総研とも言う。コーポレートカラーは薄紫色。
日本国有鉄道（国鉄）の鉄道技術研究所などから業務を引き継いで発足し、JRグループを構成する。

## 概要
1986年（昭和61年）12月10日、国鉄本社の技術開発部門および鉄道技術研究所と鉄道労働科学研究所等の業務を継承する法人として設立許可が運輸大臣（運輸省）から出され、1987年（昭和62年）4月1日より本格的な業務を開始した。初代会長はソニー創業者の井深大。
鉄道技術や鉄道労働科学に関する研究開発、調査等を全般的に手掛ける。また重大な鉄道事故が発生した際、国土交通省運輸安全委員会（旧:航空・鉄道事故調査委員会）と共に事故原因の調査などを行うこともある。設立以来世界初の物も含め数多くの技術開発などを行った実績があり、現在でも鉄道技術に関する様々な研究開発を行っている。
会長は向殿政男、理事長は渡辺郁夫。鉄道総研の維持のために、JRグループの鉄道事業7社（北海道旅客鉄道、東日本旅客鉄道、東海旅客鉄道、西日本旅客鉄道、四国旅客鉄道、九州旅客鉄道、日本貨物鉄道）が負担金を支出することが協定で定められており、その額は平成25年度予算で約115億円となっている。

## 沿革
- 1907年（明治40年）4月1日 - 帝国鉄道庁鉄道調査所として新橋駅構内に創設[5][6]。
- 1910年（明治43年）4月1日 - 鉄道院鉄道試験所に改称[5][6]。
- 1913年（大正2年）5月5日 - 鉄道院総裁官房研究所に改称[5][6]。
- 1920年（大正9年）5月15日 - 鉄道大臣官房研究所に改称[5][6]。
- 1942年（昭和17年）3月14日 - 鉄道技術研究所に改称[5]。
- 1945年（昭和20年）- 戦時疎開の目的で国立分所開設[7]
- 1947年（昭和22年) - 鹽澤電氣實驗所開設(現 塩沢雪害防止実験所)[8]
- 1949年（昭和24年）6月1日 - 日本国有鉄道（国鉄）設立に伴い本社直轄の研究機関となる。
- 1959年（昭和34年）10月16日 - 国立研究所本館完成に伴い本所を浜松町から移転[9][10][注 2]。
- 1963年（昭和38年）7月1日 - 鉄道労働科学研究所開設。
- 1986年（昭和61年）12月10日 - 財団法人鉄道総合技術研究所設立を運輸省（当時）が許可[1]。
- 1987年（昭和62年）4月1日 - 国鉄分割民営化に伴い財団法人鉄道総合技術研究所が業務を継承。
- 1992年（平成4年）10月16日 - 新宿オフィスを開設[12]。
- 1999年（平成12年） - 基本計画「RESEARCH21」制定[13]。
- 2004年（平成17年） - 基本計画「RESEARCH 2005」制定[14]。
- 2009年（平成21年） - 基本計画「RESEARCH 2010」制定[15]。
- 2010年（平成22年）11月 - 内閣総理大臣に公益認定申請。
- 2011年（平成23年）
  - 3月30日 - 公益財団法人への移行が認定。
  - 4月1日 - 財団法人から公益財団法人に移行[16]。
- 2014年 - 基本計画「RESEARCH 2020」制定[17]。
- 2019年 - 基本計画「RESEARCH 2025」制定[18]。

## 研究施設・オフィス
| 名称               | 所在地                          | 備考                        |
| ------------------ | ------------------------------- | --------------------------- |
| 国立研究所         | 東京都国分寺市光町二丁目8番地38 | 最寄駅: 国立駅              |
| 風洞技術センター   | 滋賀県米原市梅ヶ原2460          | 最寄駅: 米原駅              |
| 塩沢雪害防止実験所 | 新潟県南魚沼市塩沢1108-1        | 最寄駅: 塩沢駅              |
| 日野土木実験所     | 東京都日野市                    | JR中央線 日野・豊田間       |
| 勝木塩害試験場     | 新潟県村上市山北町              | JR羽越本線 勝木・越後寒川間 |

| 名称         | 所在地                                             | 備考           |
| ------------ | -------------------------------------------------- | -------------- |
| 新宿オフィス | 東京都渋谷区代々木二丁目2番2号 JR東日本本社ビル7階 | 最寄駅: 新宿駅 |

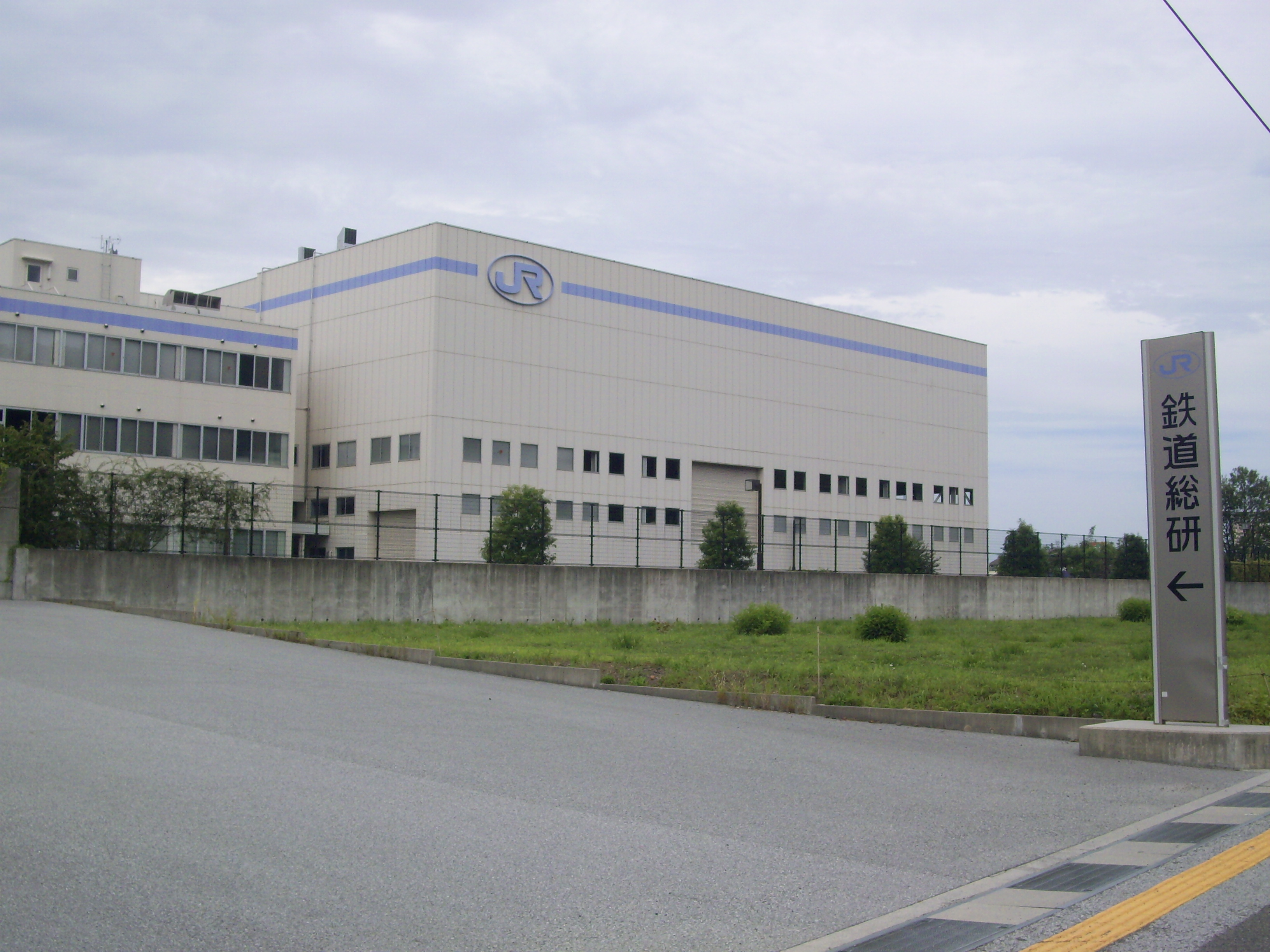
米原風洞技術センター
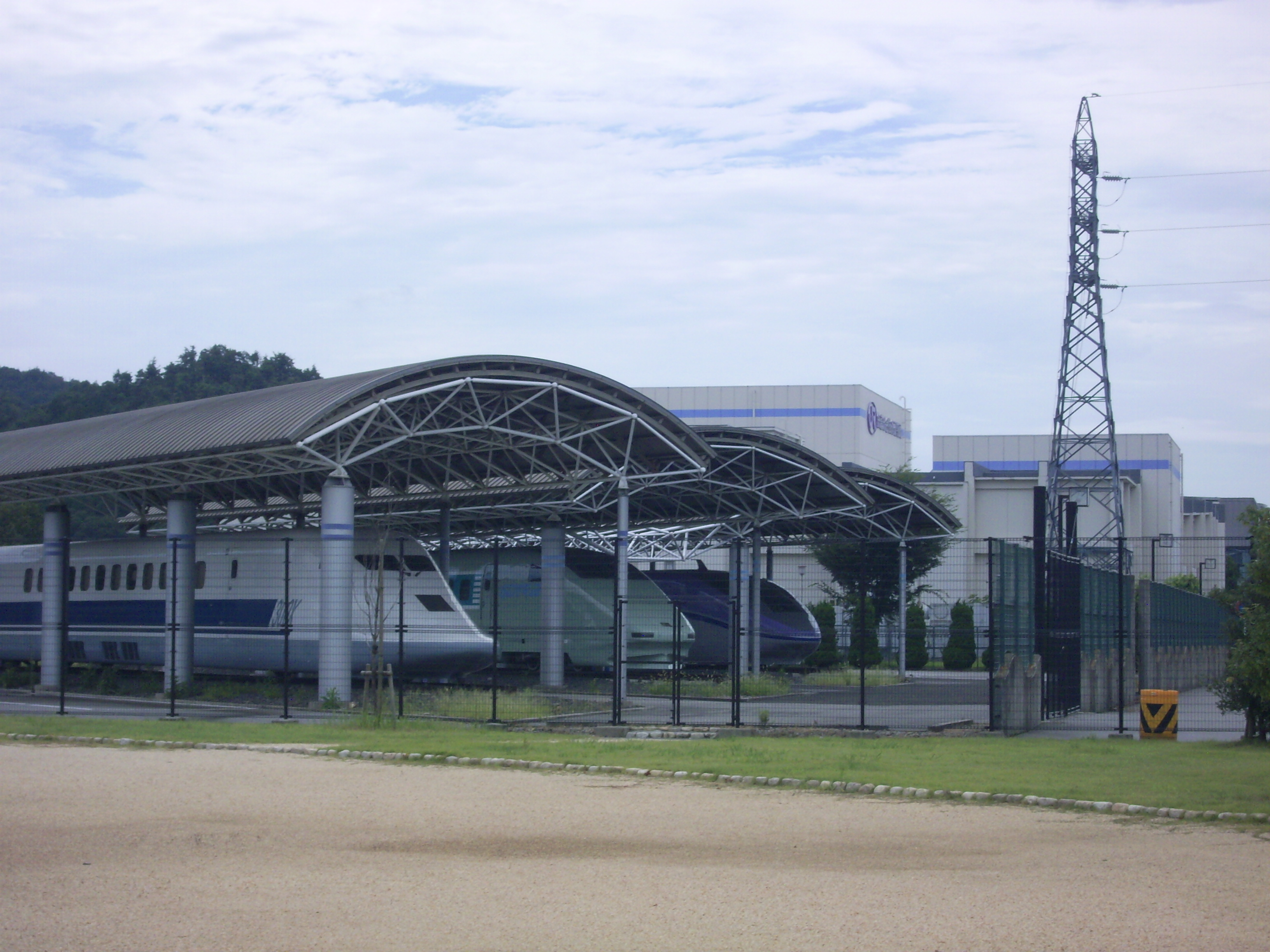
米原風洞技術センター
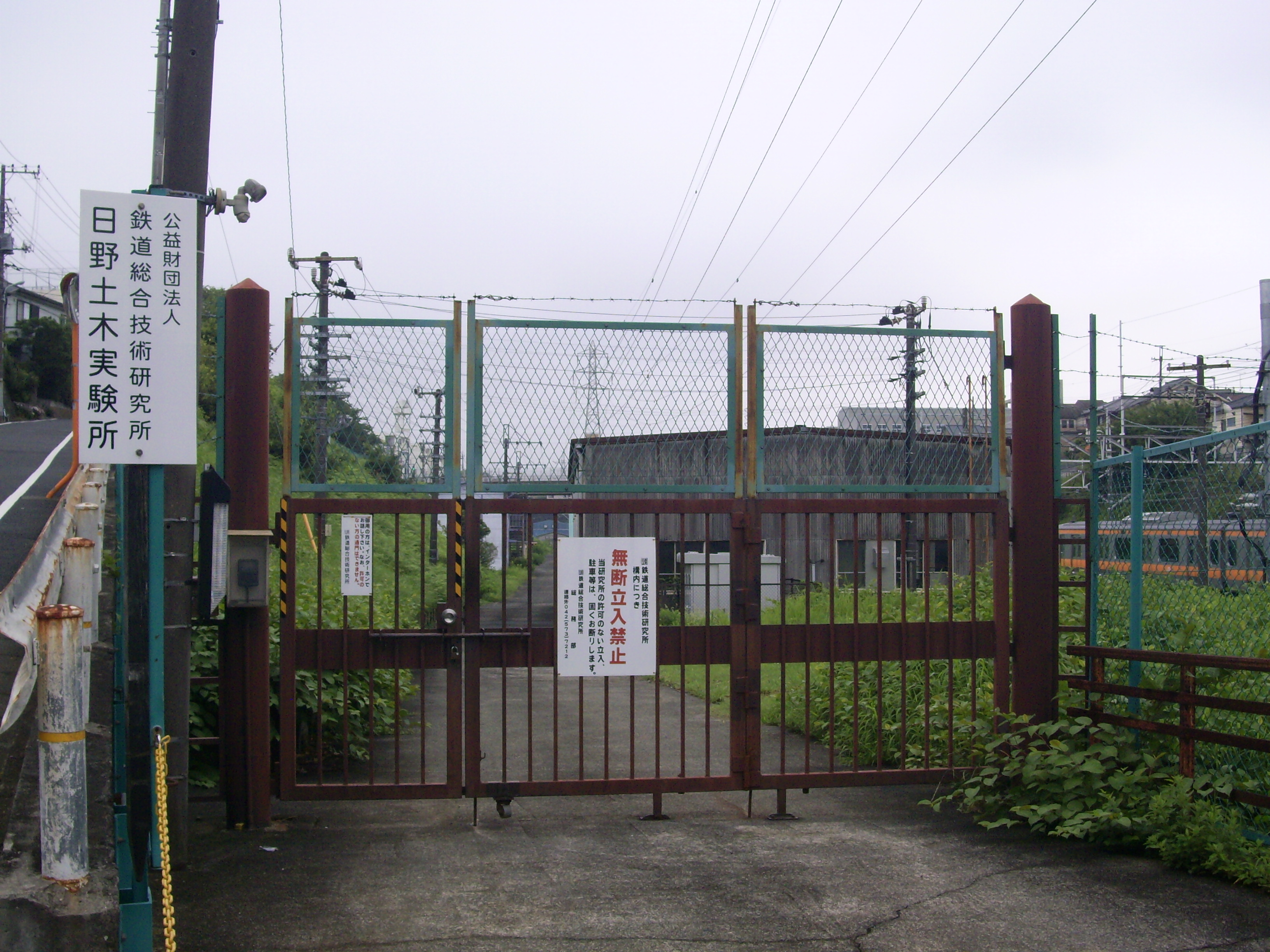
日野土木実験所
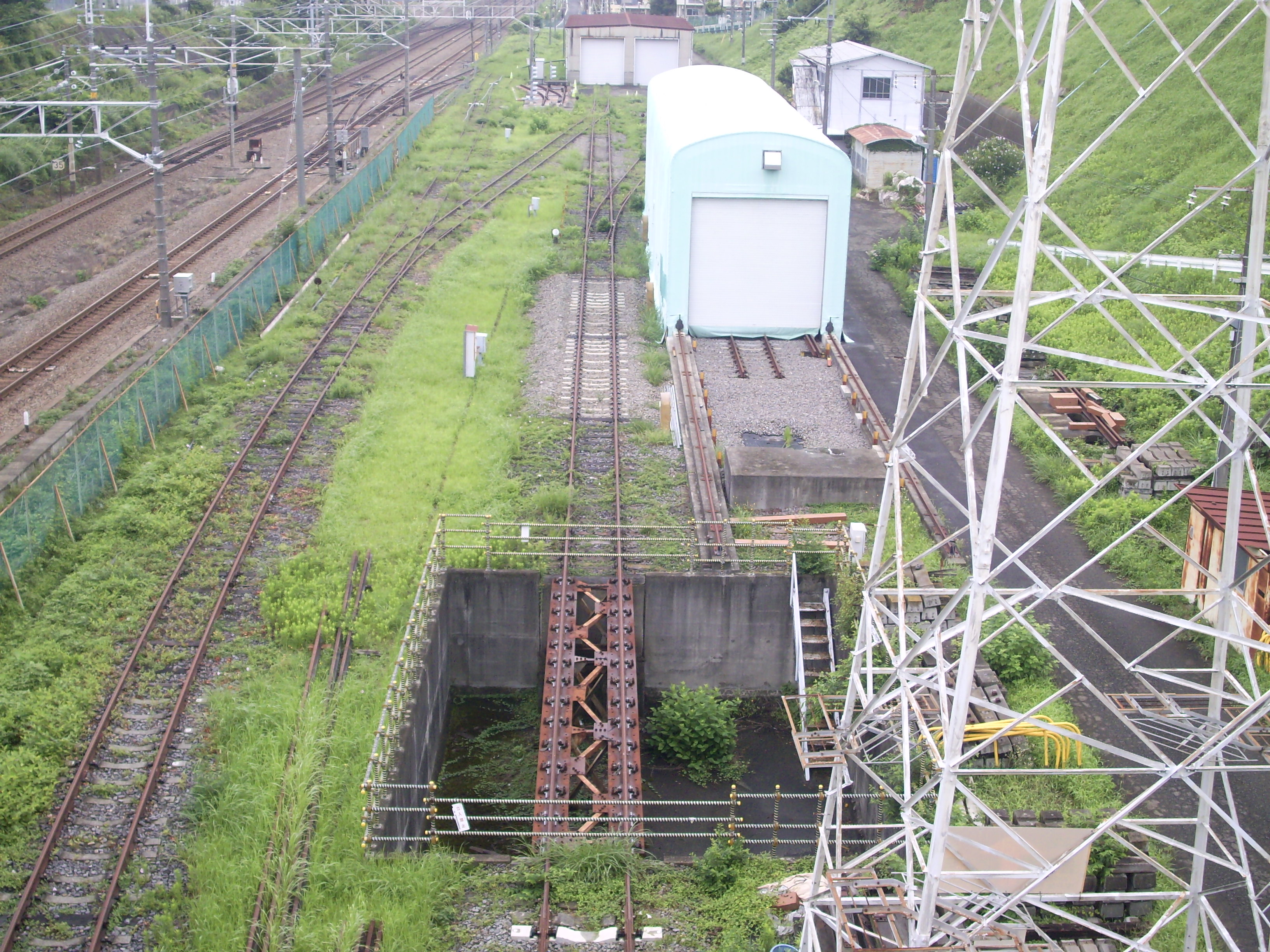
日野土木実験所
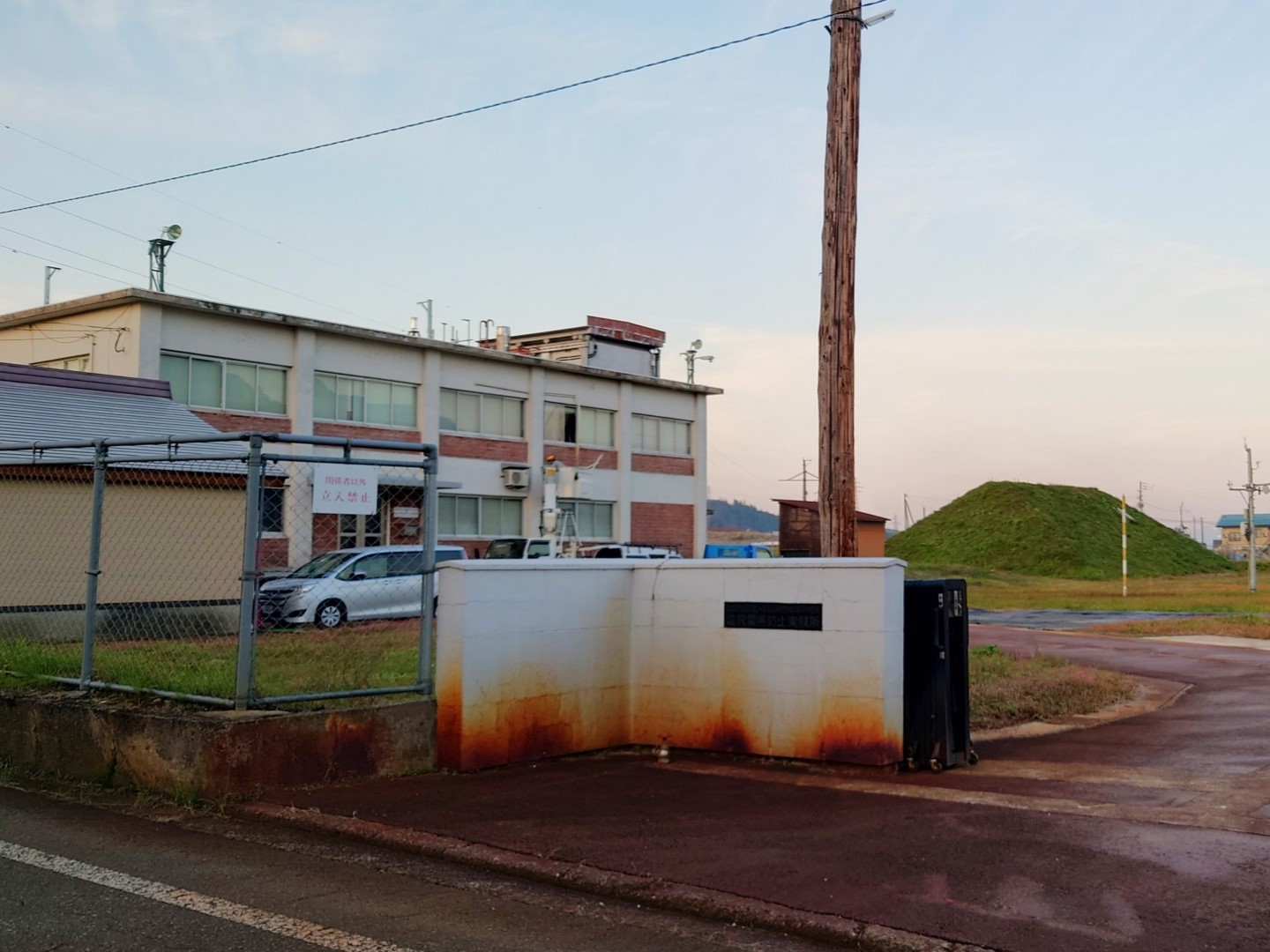
塩沢雪害防止実験所
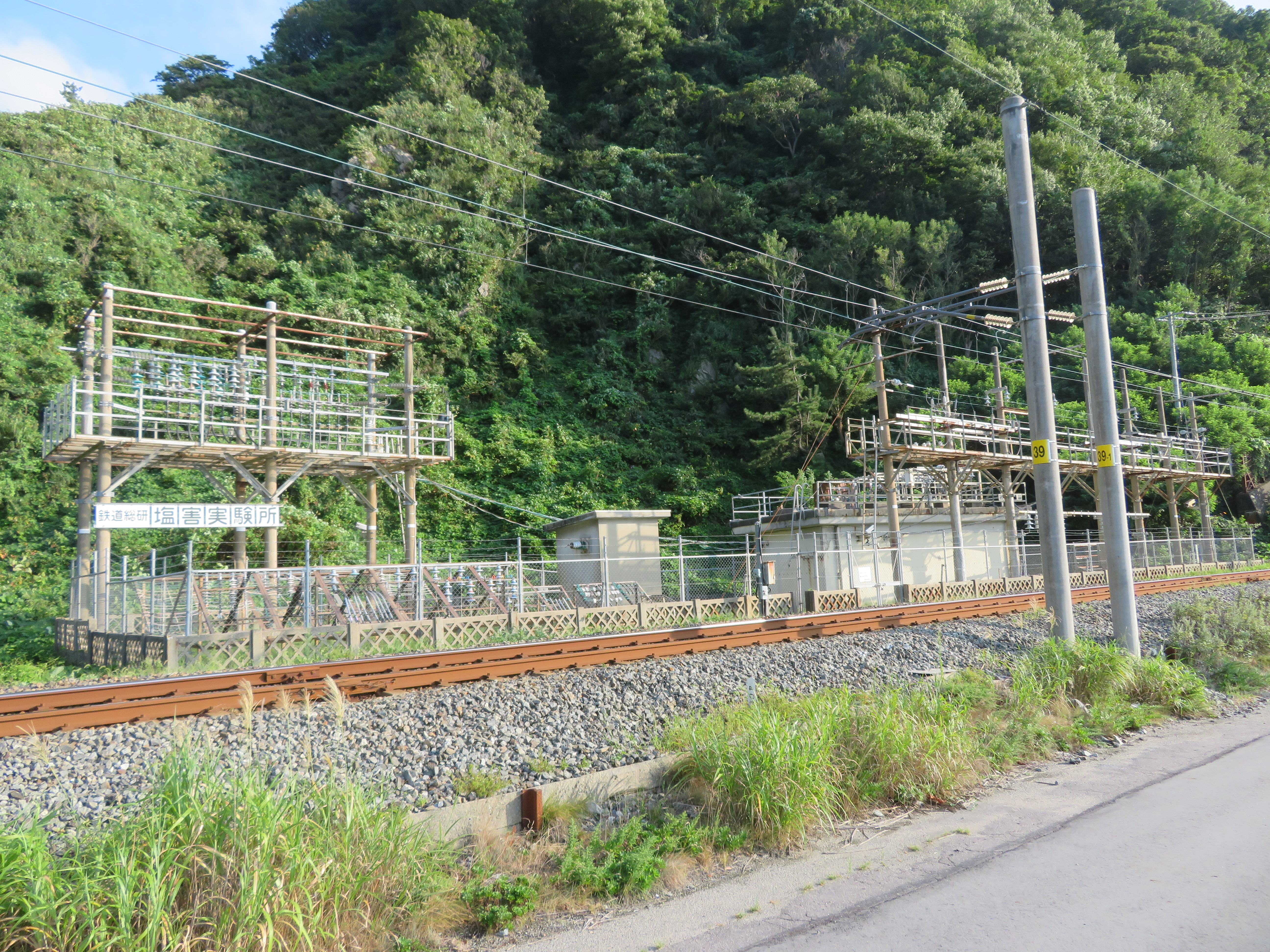
勝木塩害試験場

### 国立研究所と光町
国立研究所（最寄り駅が国立駅のためこの名で呼ばれている）の所在地である国分寺市光町（ひかりちょう）は、同研究所が開発をおこなった新幹線の列車愛称「ひかり」号に由来する。国分寺市が1966年（昭和41年）に町名整理を行った際、同研究所での新幹線開発と1964年の、東海道新幹線開業を記念し、旧地名の平兵衛新田から改称したものである。由緒ある旧地名のため研究所は地元市民との交流の機会にもなっている一般公開を「平兵衛まつり」と名付けている。

### 試験線
国立研究所の構内に列車の走行試験を行える試験線を備えている。1961年（昭和36年）に完成した設備で、当時は研究所を1周するように敷設されて環状線となっていた。全長は約1.4キロメートル、東西方向532メートル、南北方向316メートルの単線で、最急勾配は10パーミルであった。公道や研究所内通路を横断する部分には踏切も設置されて、試験走行の際には要員を配置して閉鎖していた。中央本線国立駅から分岐する引込線がこの試験線に接続されていた。昭和40年代には将来的な無人運転の実施をにらんだ、列車の自動運転装置の研究がこの試験線で行われていた。
東側と南側は1995年（平成7年）に軌道の撤去工事が行われて環状線ではなくなり、構内で残された約600メートルの区間を往復して試験が行われている。中央本線国立駅と接続する引込線も廃止となっている。
引込線跡は「ポッポみち」という遊歩道として整備されている。

### 過去の研究施設
| 名称             | 所在地                     | 備考                     |
| ---------------- | -------------------------- | ------------------------ |
| 宮崎リニア実験線 | 宮崎県日向市、児湯郡都農町 | 最寄駅: 東都農駅         |
| 山梨リニア実験線 | 山梨県大月市、都留市       | 最寄駅: 田野倉駅、禾生駅 |

### 過去のオフィス
| 名称           | 所在地                                                       | 備考             |
| -------------- | ------------------------------------------------------------ | ---------------- |
| 東京オフィス   | 東京都千代田区丸の内三丁目4番1号 新国際ビルヂング8階 844号室 | 最寄駅: 東京駅   |
| 千代田オフィス | 東京都千代田区神田三崎町三丁目8番5号 千代田JEBL3階           | 最寄駅: 水道橋駅 |

### 過去の実験施設
| 名称                                        | 所在地         | 開設時期                  | 備考                           |
| ------------------------------------------- | -------------- | ------------------------- | ------------------------------ |
| 浜松町荷造包装実験所 （用品試験所から改変） | 東京都港区     |                           | 最寄駅: 浜松町駅（汐留駅構内） |
| 二宮直流遮断実験所                          | 神奈川県大磯町 | 昭和30年～                | 最寄駅: 二宮駅                 |
| 札幌雪害防止実験所                          | 北海道札幌市   | 昭和38年8月～             | 最寄駅: 苗穂駅                 |
| 狩勝実験線                                  | 北海道新得町   | 昭和44年～昭和54年        | 最寄駅: 新得駅                 |
| 船小屋白蟻実験所                            | 福岡県筑後市   | 昭和11年～昭和30年        | 最寄駅: 筑後船小屋駅           |
| 鳥栖白蟻実験所                              | 佐賀県鳥栖市   | 昭和30年12月～昭和44年4月 | 最寄駅: 鳥栖駅                 |
| 土木実験所                                  | 千葉県習志野市 | ～昭和45年3月             | 最寄駅: 津田沼駅               |
| 大型鋼構造                                  | 広島県呉市     |                           |                                |

## 主な研究開発等

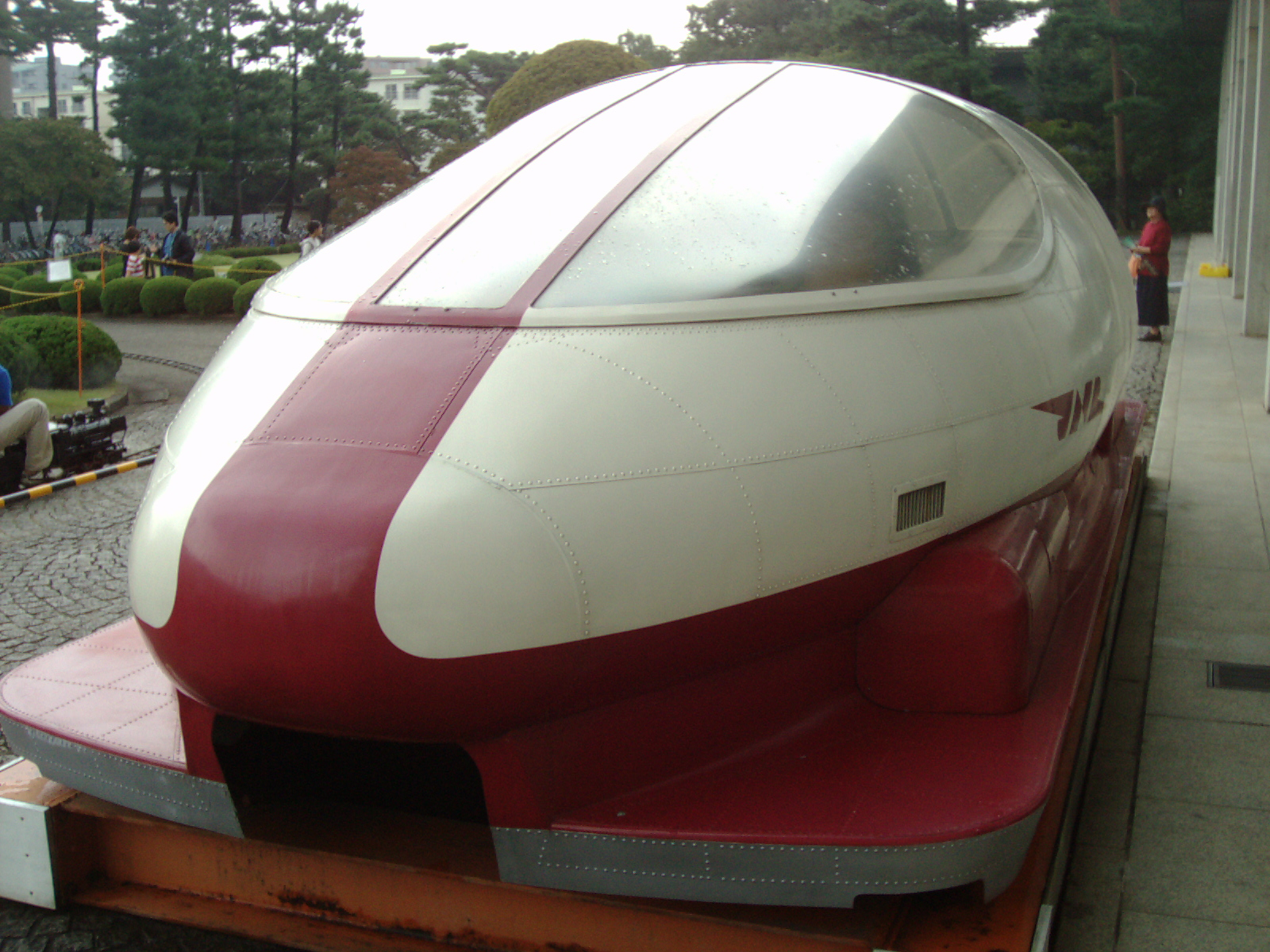
超電導リニア計画において、展示のため初めてボディが作られた試験車両ML100のボディ（平兵衛まつりの際、国立研究所の外に展示される）

- 高速鉄道の基礎研究 - 後に「東京 - 大阪間3時間への可能性」として国民に向けて発表され、東海道新幹線として結実。
- 超電導リニア（磁気浮上式鉄道）
- 軌間可変電車
- ハイブリッド車体傾斜システム（振り子式車両）
- ステレオカメラ式踏切障害物検知装置（踏切障害物検知装置）
- デジタルATC（自動列車制御装置）
- CARAT(Computer And Radio Aided Train control system)(移動閉塞ATACSの初期研究)
- 非接触ICカードを用いた乗車券システム muCard - ICカード乗車券Suicaの初期研究。電気学会 第18回でんきの礎を受賞[30]
- セラミック噴射装置（砂撒き装置）
- 地震警報システム（ユレダス）
- 台湾高速鉄道（建設プロジェクトチームに参加）
- 電車と気動車の両方を動力車とした協調運転 - オランダ村特急で採用[31]
- ツメクラッチ式液体変速機 - JR九州キハ200系気動車で採用[31]
- 上下制振制御システム - 「指宿のたまて箱」で採用[31]

## 出版物
- 『鉄道総研報告』[32] - 研究成果に関する論文集。月刊。
- 『RRR（Railway Research Review）』[33] - 鉄道技術に関するPR集。2022年度より隔月刊。

## イベント
平兵衛まつり
毎年10月14日（鉄道の日）付近の週末に国立の研究所で開催されるイベントである。イベント名の由来は前述の通り、研究所の所在地である国分寺市光町の旧称「平兵衛新田」から取られている。
当日は総研の研究のパネル展示や、鉄道模型運転会、研究施設の公開などが行われる。告知は地元でのみ直前に行われるだけで、公式HP等での告知は行われていない。

## 協力会社
- 一般財団法人研友社
- ジェイアール総研サービス
- テス
- ジェイアール総研情報システム
- ジェイアール総研電気システム
- ジェイアール総研エージェント
- ジェイアール総研エンジニアリング
- ANET